# Ursern

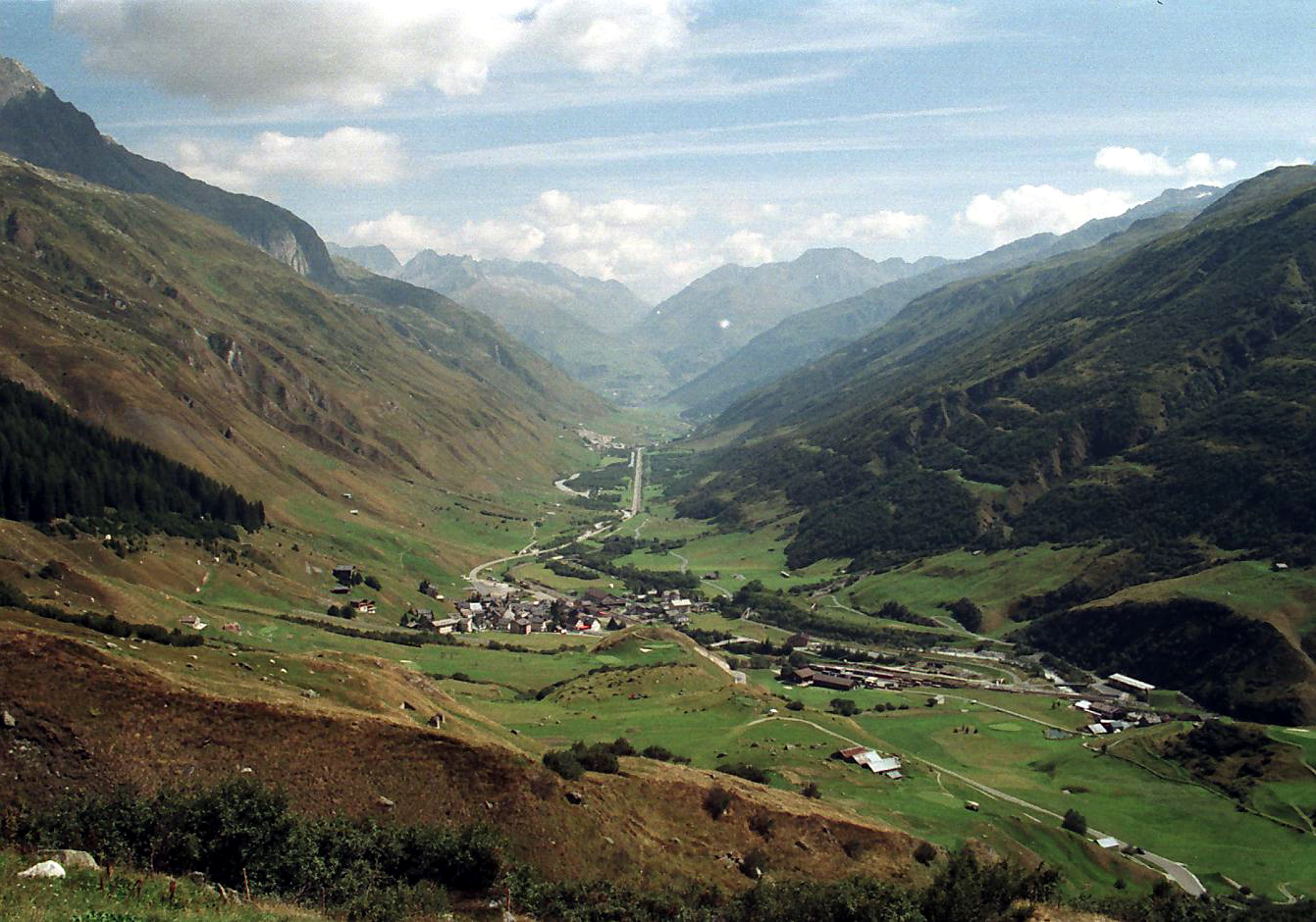
Die Urseren mit Blick auf Realp

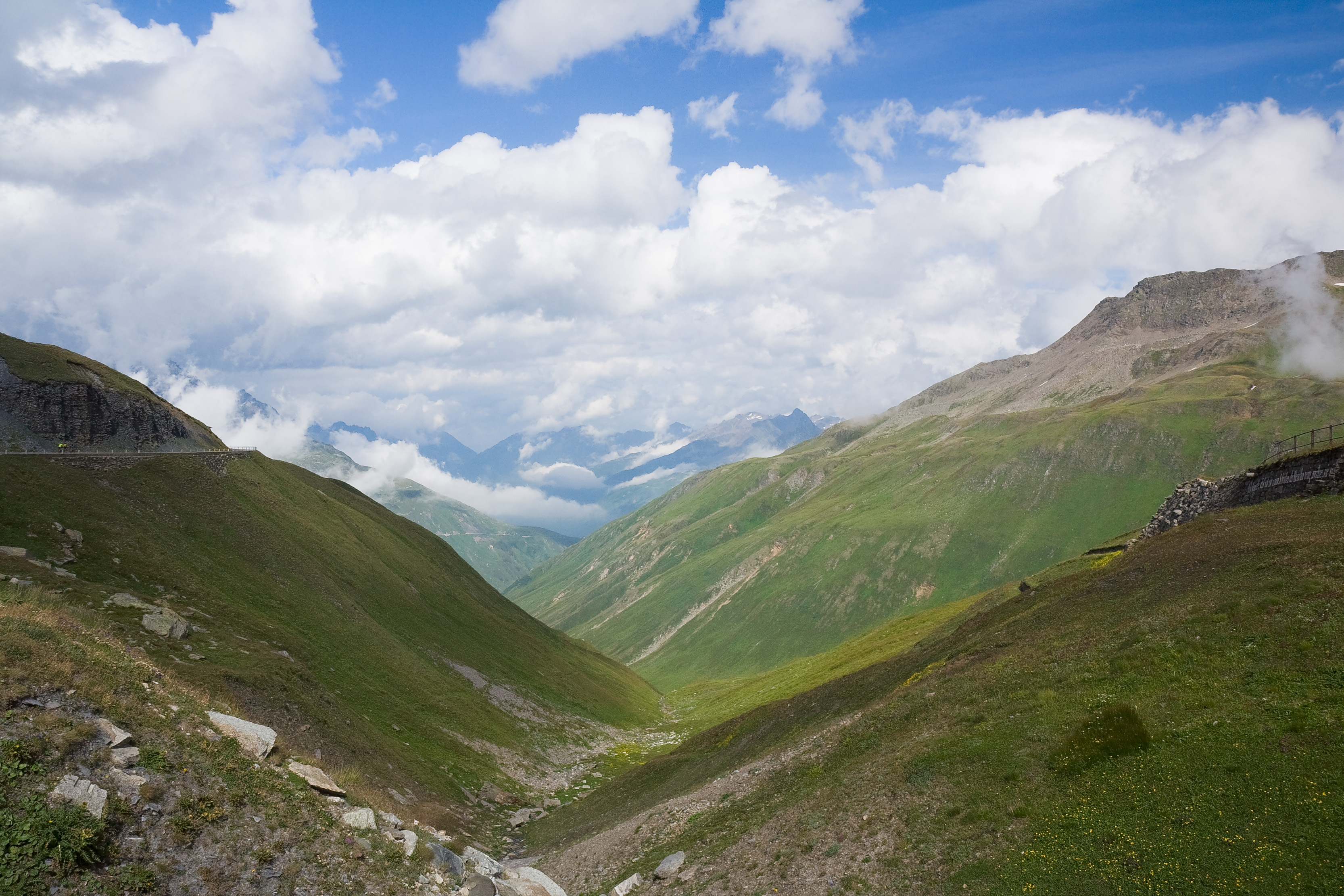
Blick von der Furka-Passhöhe in die Urseren

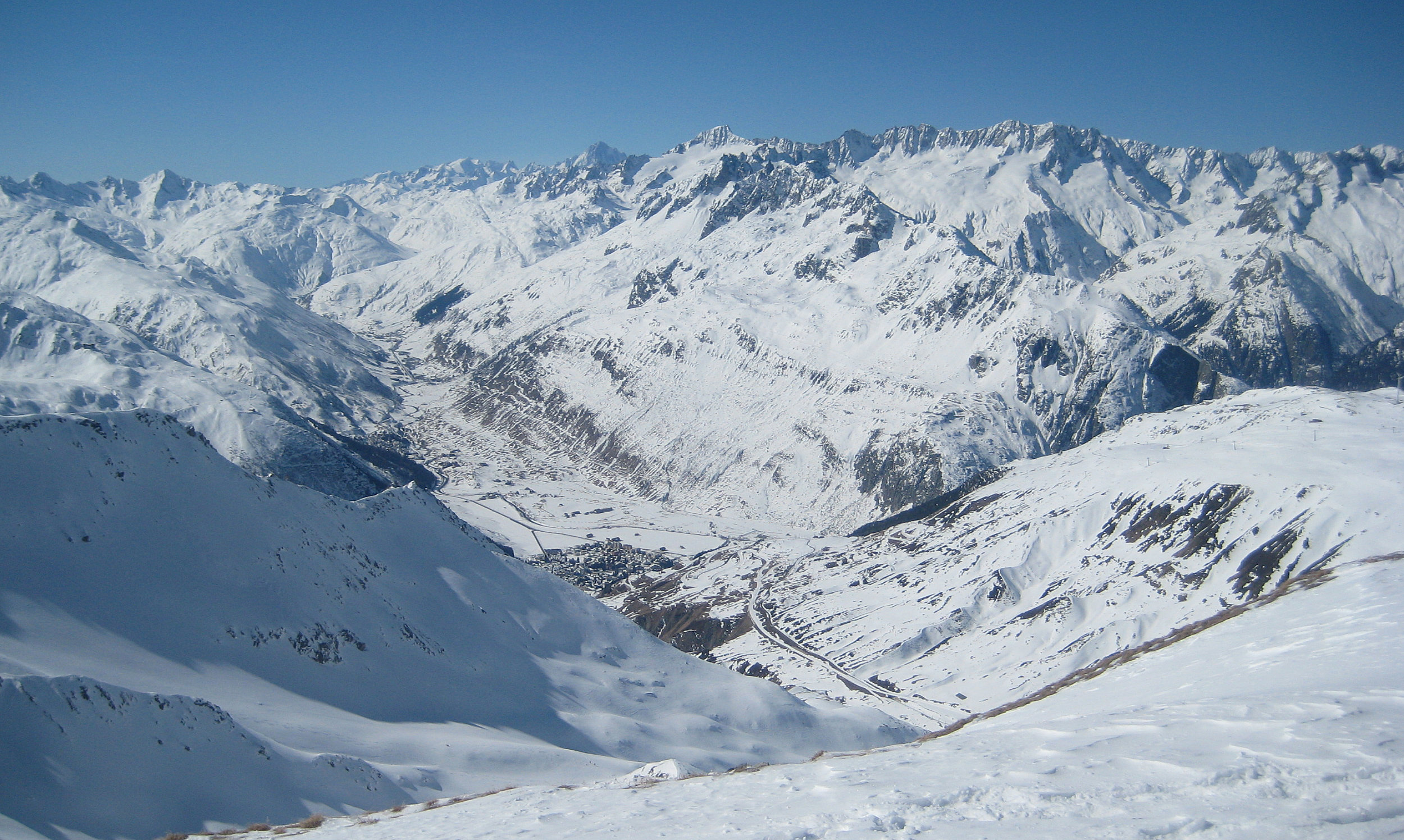
Blick vom Badus am östlichen Rand des Tals mit Andermatt im Vordergrund

Ursern oder Urseren oder das Urserental (rätoromanisch Val d’Urseraⓘ) ist eine Talschaft im Quellgebiet der Reuss im Schweizer Kanton Uri. Ursern bildet ein zentrales Plateau auf etwa 1500 m ü. M. zwischen den Pässen Furka im Westen, dem Gotthardpass im Süden und dem Oberalppass im Osten.
Das Urserental besteht aus den Gemeinden Andermatt, Hospental und Realp. Die Talbürger sind seit 1888 in der Korporation Ursern vereint, einer der beiden öffentlich-rechtlichen Korporationen des Kantons Uri.

## Geographie
Die Talschaft liegt südlich der Schöllenenschlucht und ist dadurch vom Rest des Kantons abgetrennt. Es bestehen Übergänge zu den Nachbarkantonen über den Furkapass (Richtung Obergoms, Kanton Wallis), den Oberalppass (Richtung Surselva, Kanton Graubünden) und den Gotthardpass (Richtung Leventina, Kanton Tessin). Deshalb führt die Talschaft seit jeher ein eigenes Leben. Geographisch zählt auch ein Teil der Tessiner Gemeinde Airolo nördlich des Gotthardpasses zur Talschaft.

## Bevölkerung
| Jahr      | 1643    | 1799 | 1850 | 1900 | 1950 | 2000 |
| Einwohner | 700 ca. | 1143 | 1304 | 1316 | 1699 | 1634 |

Das Urserental und seine Seitentäler gehören zu den weniger dicht besiedelten Tälern der Schweizer Alpen.
| Gemeinde   |  | Einwohner | Fläche     | Bevölkerungsdichte |
| ---------- |  | --------- | ---------- | ------------------ |
| Andermatt  |  | 1'320     | 62,15 km²  | 21,2 Einwohner/km² |
| Hospental  |  | 216       | 34,97 km²  | 6,2 Einwohner/km²  |
| Realp      |  | 133       | 77,97 km²  | 1,7 Einwohner/km²  |
| Urserental |  | 1'669     | 192,27 km² | 8,7 Einwohner/km²  |

Stand: 26. Juli 2014

## Geschichte
Der älteste urkundlich belegte Name der Talschaft ist Ursaria (1234). Er ist romanischen Ursprungs und bedeutet Bärental. Dem entspricht das alte Wappen der Talschaft, ein in Grün steigender schwarzer Bär mit weissem Kreuz im Rücken. Das Kreuz steht für die ehemalige Zugehörigkeit zum Kloster Disentis.
In dessen Besitz gelangte die Talschaft um das Jahr 800. Vor dem 12. Jahrhundert erfolgte eine Kolonisation durch Walser. Die ursprüngliche romanische Bevölkerung wurde assimiliert. Die Kolonisten besassen besondere Privilegien. So durften sie einen eigenen Ammann wählen, der vom Abt von Disentis mit der niederen Gerichtsbarkeit belehnt wurde. Die hohe Gerichtsbarkeit lag seit 1232 bei den Grafen von Rapperswil, den Kastvögten von Disentis. Das Verhältnis zwischen der Abtei und Ursern war oft gespannt.
Nach dem Aussterben der Rapperswiler kam die Vogtei über Ursern 1283 an das Haus Habsburg, 1317 an einen niederen Adligen aus Uri. Dieses versuchte, den Gotthardpass ganz unter seine Kontrolle zu bringen. 1332/1333 kam es zum Disentiner Krieg, einem Konflikt zwischen Ursern und Uri einerseits und dem Kloster Disentis andererseits, der mit der Niederlage des Abtes im Gefecht auf der Oberalp endete. 1382 verlieh der deutsche König Wenzel Ursern die Reichsfreiheit. Diese wurde mehrfach bestätigt, zuletzt durch Kaiser Maximilian II. 1566.
1410 schloss die Talschaft Ursern mit dem Land Uri ein ewiges Landrecht und wurde so Teil der Alten Eidgenossenschaft. Uri übernahm als Schirmort die Vertretung gegen aussen, Ursern blieben im Inneren jedoch weitgehende Freiheiten. 1649 kaufte sich die Talschaft von den letzten Verpflichtungen gegenüber dem Kloster Disentis los. Das Landrecht mit Uri wurde immer wieder erneuert, zuletzt 1779.
Die letzte Talgemeinde unter dem Ancien Régime fand am 22. Mai 1798 statt, dann wurde Ursern Teil des helvetischen Kantons Waldstätten. Im Zweiten Koalitionskrieg wurde die Talschaft schwer verwüstet. Österreichische, französische und russische Truppen besetzten sie abwechslungsweise. Zeitweise mussten bis zu 10'000 Soldaten unterhalten werden. Seit 1803 ist Ursern Teil des Kanton Uri.
Nicht verwirklicht wurde der Plan, das Tal in einen einzigen Stausee zu verwandeln und die Dörfer Andermatt, Hospental und Realp zu fluten (Urserenkraftwerk). Die Stauseeprojekte wurden 1920 und 1946 von der Bevölkerung mit Erfolg bekämpft.

## Wirtschaft

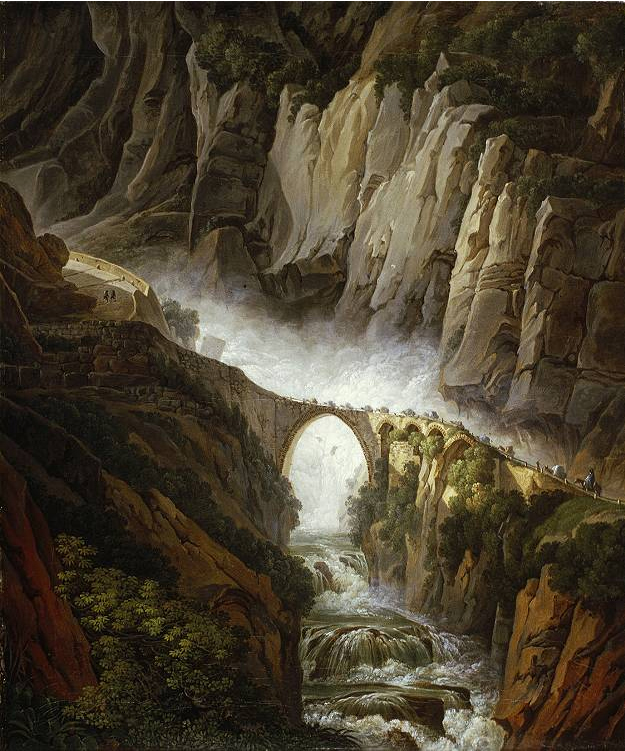
Peter Birmann: Teufelsbrücke mit Säumern, 1824

Ein Haupterwerb im Urserental war die Herstellung von Käse. Der «Urseler» oder «Urserer» Käse war im 18. Jahrhundert weithin bekannt und wurde an verschiedene Residenzen geliefert. Der relativ fette Käse wurde in hohe Blöcke geformt und zum Transport in Baumrinde eingewickelt. Zum Verzehr bohrte man ein Loch in den Käselaib und höhlte ihn nach und nach aus. Er galt als Spezialität für Liebhaber, denn man ass ihn erst, wenn er sehr reif war, wodurch er einen starken Geruch entwickelte.
Durch die Lage an mehreren strategisch wichtigen Alpenpässen war während Jahrhunderten das Säumerwesen eine wichtige Einnahmequelle. Durch den zunehmenden Ausbau der Gotthard-Passstrasse und den Bau der Eisenbahn- und Strassentunnels verschwand diese Branche im Laufe des 20. Jahrhunderts gänzlich.
Bedeutendster Wirtschaftszweig ist heute der Tourismus. Der Ferienort Andermatt profiliert sich als Wander- und Wintersportort. Das vom Investor Samih Sawiris gegründete Tourismusprojekt Andermatt Swiss Alps realisiert seit 2010 verschiedene Projekte zur Steigerung der touristischen Konkurrenzfähigkeit Andermatts, darunter Luxushotels, Skigebiete und ein Golfplatz. Das Urserental liegt am Fusse mehrerer bekannter Alpenpässe, und verzeichnet daher viele Logiernächte von Motorrad-Touristen.

## Korporation Ursern
Die Korporation Ursern, eine Nutzungsgenossenschaft, ist eine Körperschaft des öffentlichen Rechts (Korporationsgemeinde) und wird aus der Gesamtheit der Talbürgerinnen und Talbürger in Ursern gebildet. Das Hoheitsgebiet der Korporation Ursern erstreckt sich über die Gemeinden Andermatt, Hospental und Realp. Der Besitz reicht von Alpen und Wäldern über Felsen und Gletscher bis hin zu Bächen und Bergseen. Ihre Hauptaufgaben sind die Förderung der Land- und Alpwirtschaft, der Lawinenverbau, das Fürsorgewesen, die Kultur, das Bildungswesen und der Tourismus. In der heutigen Form besteht die Korporation Ursern seit 1888, als die Korporationen Uri und Ursern vom Kanton Uri getrennt und eigene Persönlichkeiten des öffentlichen Rechts wurden.
Jedes Jahr an einem Sonntag im Mai findet die Talgemeinde statt, eine regionale Landsgemeinde. Sie erlässt Gesetze, bestimmt über das Korporationsgut, befindet über die Jahresrechnung und das Budget, erteilt das Talbürgerrecht und wählt alle zwei Jahre den Talrat, den Engern Rat, den Talammann, die Rechnungsprüfungskommission und den Verwaltungsrat des Elektrizitätwerks Ursern.

## Kultur

### Mundart
Die bekannteste Schriftstellerin des Tals ist die Mundartlyrikerin Marie Meyer-Bollschweiler (1872–1957). Ihr Gedichtband Us yysem Urschnertall behandelt Themen aus Alltag und Brauchtum und ist ein wichtiges Dokument der lokalen Mundart.
Der höchstalemannischen Mundart der Ursern ist eine von Emil Abegg verfasste und 1911 publizierte Monographie gewidmet. Im Weitern findet sie in einem Anhang zum Urner Mundartwörterbuch von Felix Aschwanden und Walter Clauss (1982, 2013), im Schweizerischen Idiotikon und im Sprachatlas der deutschen Schweiz Berücksichtigung.

### Museen

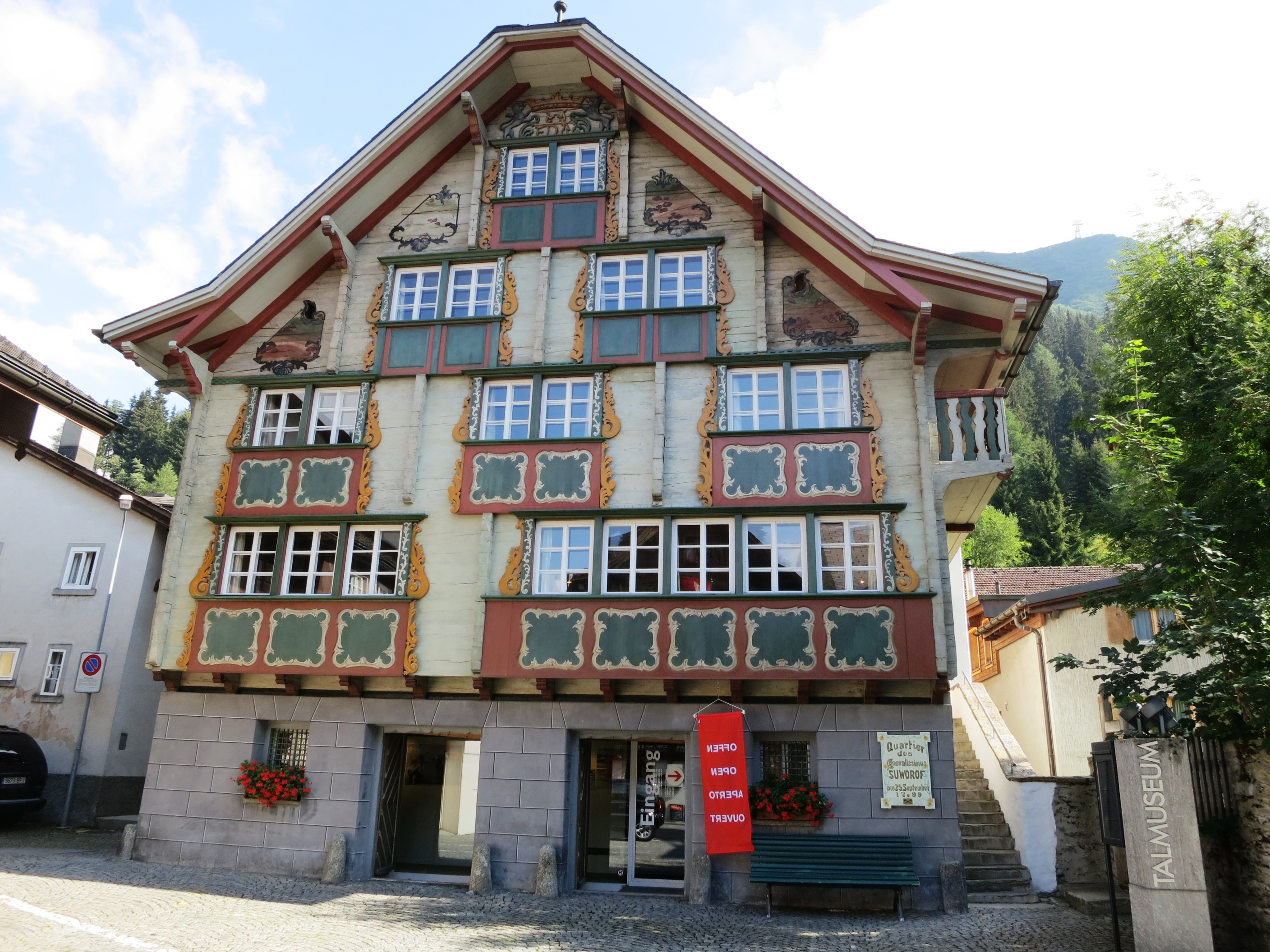
Andermatt:Talmuseum Ursern

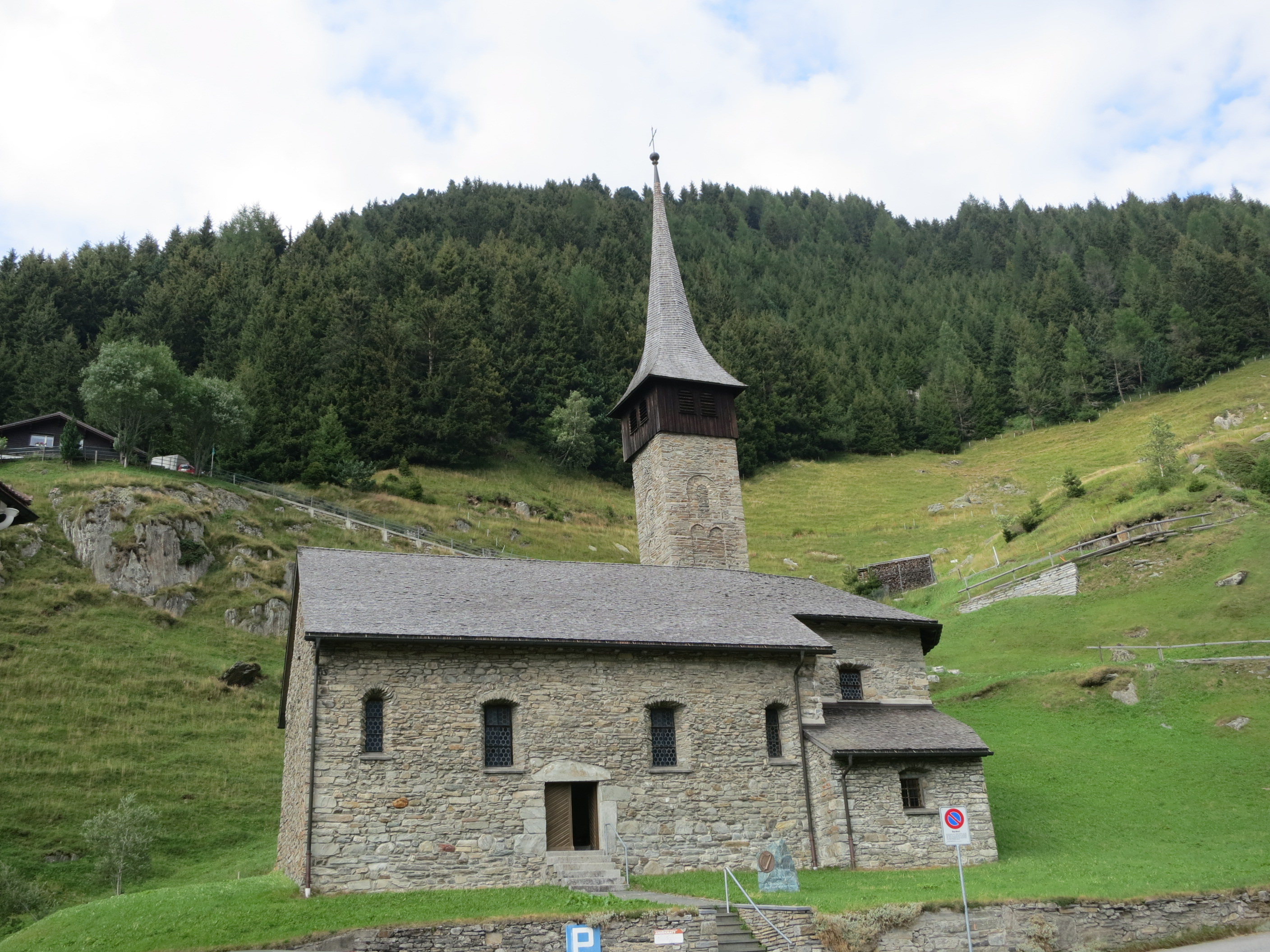
Andermatt: St. Kolumban

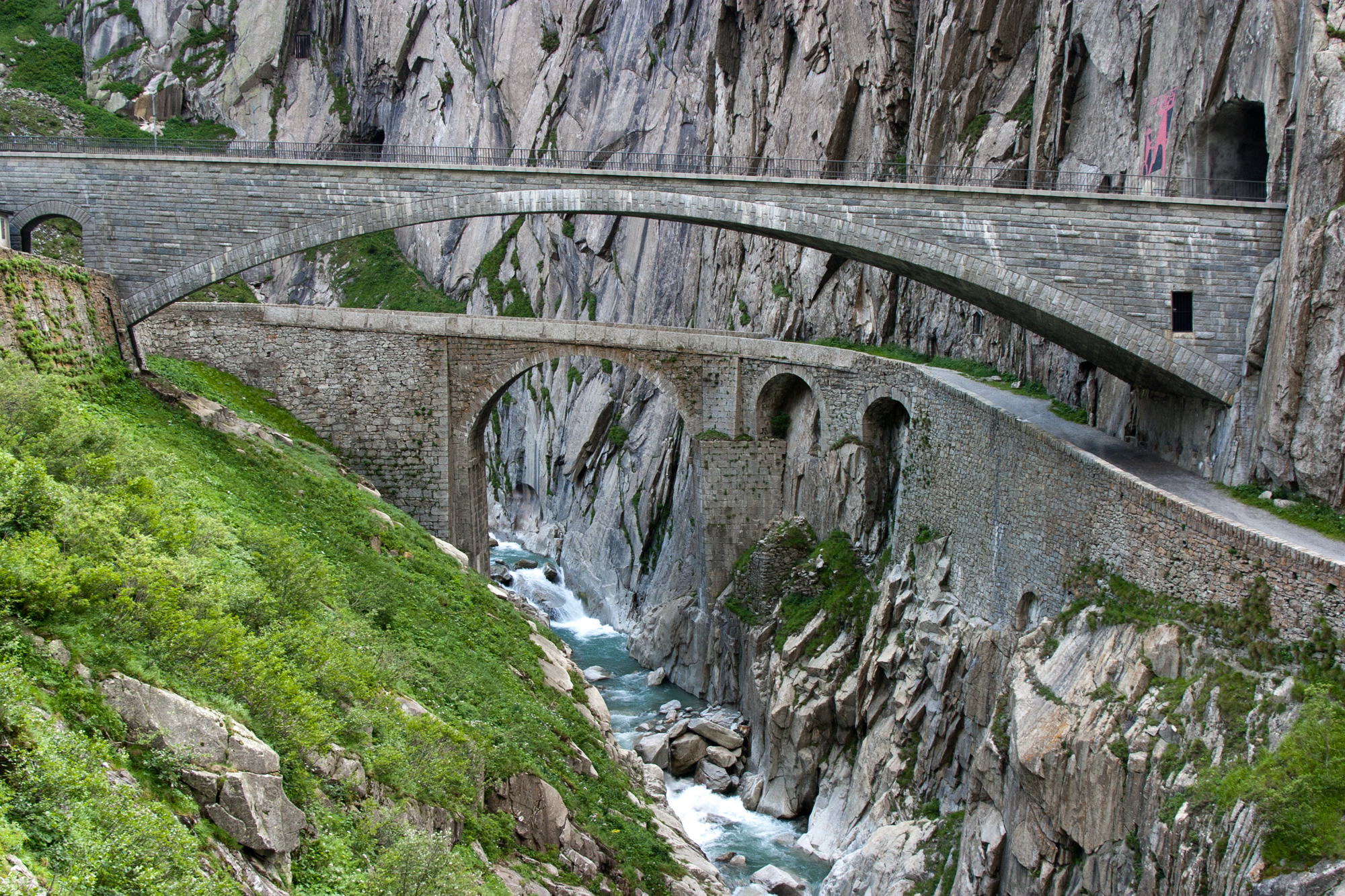
Andermatt: Teufelsbrücke über der Schöllenschlucht

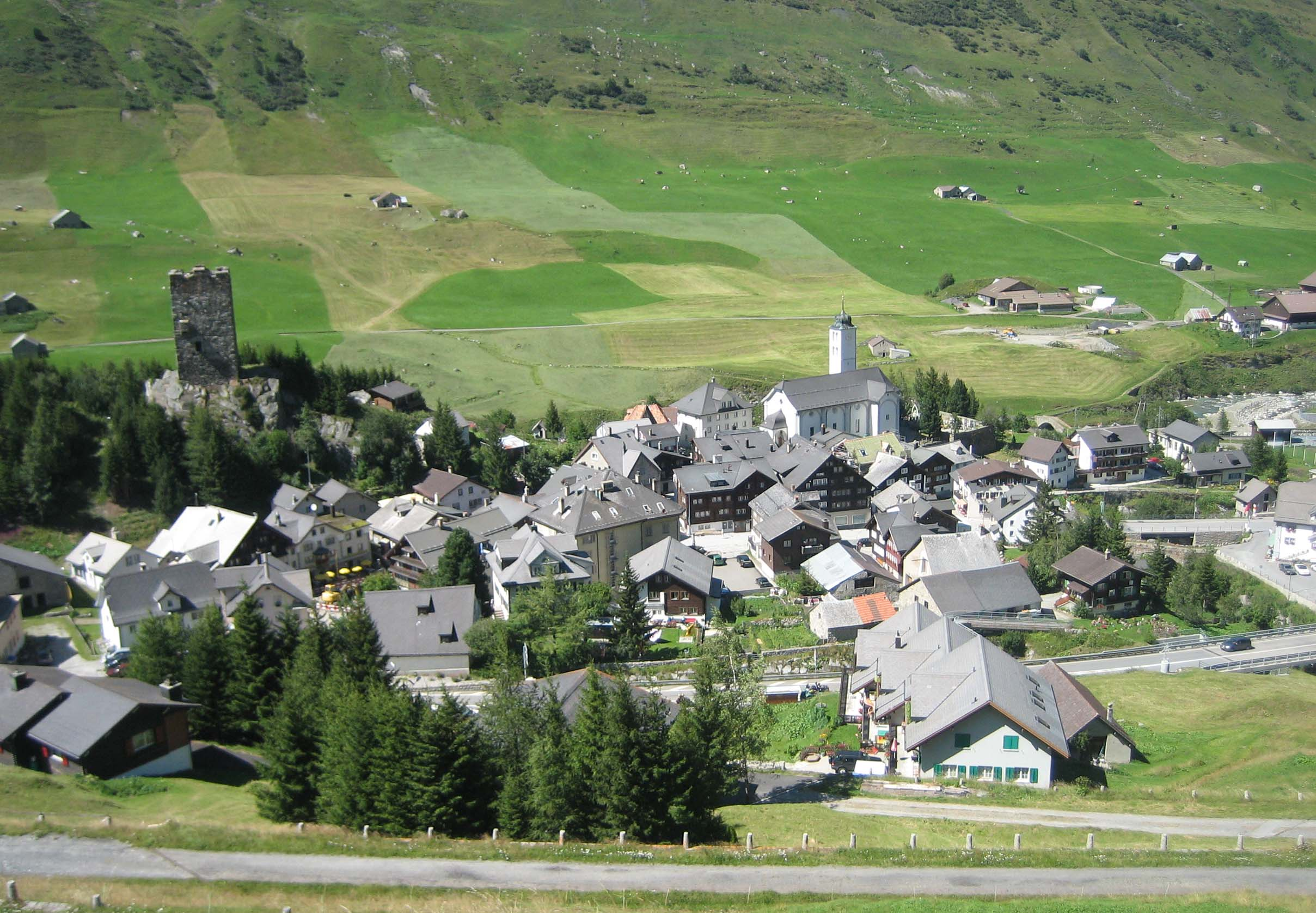
Hospental: Ortskern mit Pfarrkirche und Turm

- Talmuseum Ursern, Andermatt (Ausstellung über Natur, Brauchtum, Wirtschafts-, Alltags- und Militärgeschichte im Suworow-Haus von 1786)
- Nationales Gotthard Museum, Gotthard-Passhöhe (Zeigt die Mythologie und Geschichte des Gotthardpasses und der Region)
- Festungsmuseum Hospiz Gotthard, Gotthard-Passhöhe (In der ehemaligen Artilleriefestung werden neben Militärgeschichte auch landschaftliche und ökologische Aspekte beleuchtet)[11]

### Sakralbauten
- Kirche St. Kolumban, Altkirch bei Andermatt (spätromanische Kirche aus dem 13. Jahrhundert, ehemalige Talkirche)
- Pfarrkirche St. Peter und Paul, Andermatt (1748–1750 errichtete grosszügige Barockkirche mit markantem Turmhelm und reicher Ausstattung)
- Friedhofskapelle St. Michael, Andermatt (1640–1641 erstellt)
- Wallfahrtskirche Maria Hilf, Andermatt (1735–1736 oberhalb des Dorfes erbaute barocke Kirche zum Schutz gegen Lawinen, Altarbilder von Melchior Paul von Deschwanden)
- Kapelle St. Wendelin, Andermatt (1708 an der Oberalp-Passstrasse errichtet)
- Pfarrkirche Mariae Himmelfahrt, Hospental (1706–1710 erbaute barocke Saalkirche)
- Kapelle St. Karl, Hospental (1721 geweihte Kapelle mit neubarocker Ausstattung, angebaut an das ehemalige Pfrundhaus)
- Kapelle St. Nikolaus, Zumdorf bei Hospental (1719–1720 erbaut)
- Kapelle St. Josef, Steinbergen bei Hospental (1683 erbaut)
- Pfarrkirche Heilig Kreuz, Realp (1879–1880 errichtete Kirche mit wertvoller neugotischer Ausstattung und Altarbildern von Melchior Paul von Deschwanden)
- Kapelle Maria Hilf, Tiefenbach bei Realp (1927 erbaut)
- Hospizkapelle San Gottardo, Gotthard Passhöhe (auf frühmittelalterlichen Fundamenten errichtete Passkapelle im ehemaligen Kapuzinerhospiz)
- Totenkapelle, Gotthard Passhöhe (1577 erwähnter, mehrfach erneuerte Kapelle unterhalb der Passhöhe)[12]
- Reformierte Kirche, Andermatt (1915 errichtete reformierte Diasporakirche im Heimatstil)[13]
- Chilä Altkirch, Altkirch bei Andermatt (2012 gegründete Freikirche mit Lokal unweit der Kolumbanskirche)[14]

### Profanbauten
In allen drei Gemeinden der Talschaft befinden sich historische Bauernhäuser aus verschiedenen Epochen. Besonders gut erhalten ist der Ortskern des 1669 abgebrannten und wieder erbauten Hospental.
- Teufelsbrücke (über die Schöllenenschlucht, erhalten sind die Brücken von 1830 und 1956)
- Suworow-Denkmal (Monumentaldenkmal im Fels unweit der Teufelsbrücke, 1895–1898 zum Gedenken an die gefallenen Russen beim Durchzug General Suworows 1799 errichtet)
- Turm, Hospental (1226 erstellt, weithin sichtbares Wahrzeichen der Ursern)
- Hotel St. Gotthard, Hospental (1723 errichtetes, prunkvolles Gasthaus vor der alten Brücke von 1681)
- Gotthard-Hospiz, Gotthard Passhöhe (Diverse historische Gebäude und Denkmäler aus dem 17. bis 20. Jahrhundert)[12]

## Wissenschaft
Die Universitäten Bern und Basel unterhielten in der Ursern von April 2009 bis März 2012 das Forschungsprojekt VALUrsern. Untersucht wurde der Einfluss einer veränderten Landnutzung auf die Hydrologie der Region.